# Floridobia
Floridobia es un género de molusco gasterópodo de la familia Hydrobiidae en el orden de los Mesogastropoda.

## Especies
Las especies de este género son:
- Floridobia alexander
- Floridobia floridana
- Floridobia fraterna
- Floridobia helicogyra
- Floridobia mica
- Floridobia monroensis
- Floridobia parva
- Floridobia peracuta
- Floridobia petrifons
- Floridobia ponderosa
- Floridobia porteri
- Floridobia vanhyningi
- Floridobia wekiwae
- Floridobia winkleyi